# Filippo Ganna
Filippo Ganna, född 26 juli 1996 i Verbania, är en italiensk professionell landsvägscyklist och bancyklist.
Ganna är sedan den 8 oktober 2022 innehavare av timrekordet med 56,792 kilometer (en förbättring av Daniel Bighams rekord från den 19 augusti samma år med 1 244 m).

## Karriär
Ganna har cyklat professionellt sedan 2015. Bland hans meriter kan nämnas 7 etappvinster i Giro d'Italia och en i Vuelta a España. År 2020 och 2021 vann Ganna VM-guld i individuellt tempolopp. Vid de olympiska spelen 2020 ingick han i det italienska laget som vann guld i lagförföljelselopp. Vid OS 2024 tog han silver i landsvägscyklingens tempolopp och brons i bancyklingens lagförföljelse.

## Meriter

### Landsväg
2012
 Italiensk mästare i tempolopp för kadetter (U17)
2013
3:a i tempolopp för juniorer vid Italienska mästerskapen
2014
 Italiensk mästare i tempolopp för juniorer
Vinnare av Chrono des Nations för juniorer
4:a i tempolopp för juniorer vid Världsmästerskapen
4:a i tempolopp för juniorer vid Europamästerskapen
2015
Vinnare av Chrono Champenois
2016
 Italiensk mästare i tempolopp för U23
Vinnare av Paris–Roubaix Espoirs
Vinnare av GP Laguna
Europamästerskapen
 2:a i tempolopp för U23
6:a i linjelopp för U23
2:a i Trofeo Città di San Vendemiano
2017
9:a i tempolopp vid Europamästerskapen
2018
2:a i tempolopp vid Italienska mästerskapen
2:a totalt i Vuelta a San Juan
Vinnare av ungdomstävlingen
2019
 Italiensk mästare i tempolopp
Vinnare av etapp 1 (ITT) i Tour de la Provence
Vinnare av etapp 6 (ITT) i BinckBank Tour
2:a i Chrono des Nations
 3:a i tempolopp vid Världsmästerskapen
5:a i Coppa Sabatini
6:a i tempolopp vid Europamästerskapen
2020
 Världsmästare i tempolopp
 Italiensk mästare i tempolopp
Vinnare av etapperna 1 (ITT), 5, 14 (ITT) och 21 (ITT) i Giro d'Italia
Vinnare av etapp 8 (ITT) i Tirreno–Adriatico
2:a totalt i Vuelta a San Juan
2021
Världsmästerskapen
 Världsmästare i tempolopp
 3:a i tempostafett–mixed
Europamästerskapen
 Europamästare i tempostafett–mixed
 2:a i tempolopp
Vinnare av etapperna 1 (ITT) och 21 (ITT) i Giro d’Italia
Vinnare av etapperna 4 och 5 (ITT) i Étoile de Bessèges
Vinnare av etapp 2 (ITT) i UAE Tour
4:a i tempolopp vid Italienska mästerskapen
5:a i tempolopp vid Olympiska spelen
2022
 Italiensk mästare i tempolopp
Vinnare av etapp 1 (ITT) i Tirreno–Adriatico
Vinnare av etapp 4 (ITT) i Critérium du Dauphiné
Vinnare av etapp 5 (ITT) i Étoile de Bessèges
Vinnare av prologen i Deutschland Tour
Vinnare av prologen i Tour de la Provence
Världsmästerskapen
 2:a i tempostafett–mixed
7:a i tempolopp
 3:a i tempolopp vid Europamästerskapen
2023
 Italiensk mästare i tempolopp
Vinnare totalt av Tour de Wallonie
Vinnare av etapperna 1 och 4 (ITT)
Vinnare av etapp 10 (ITT) i Vuelta a España
Vinnare av etapp 1 (ITT) i Tirreno–Adriatico
2:a totalt i Volta ao Algarve
2:a totalt i Vuelta a San Juan
 2:a i tempolopp vid Världsmästerskapen
2:a i Milano–Sanremo
4:a i Gran Piemonte
6:a i Paris–Roubaix
10:a i E3 Saxo Classic
2024
Italienska mästerskapen
 Italiensk mästare i tempolopp
4:a i linjelopp
Vinnare av etapp 14 (ITT) i Giro d’Italia
Vinnare av etapp 4 i Österrike runt
 2:a i tempolopp vid Olympiska spelen
Världsmästerskapen
 2:a i tempolopp
 3:a i tempostafett–mixed
2025
2:a totalt i Tirreno–Adriatico
Vinnare av 1 (ITT)
2:a i Milano–Sanremo
3:a i E3 Saxo Classic
8:a i Flandern runt

### Bana
| \| Tävling \| Disciplin \| 2016 \| 2017 \| 2018 \| 2019 \| 2020 \| 2021 \| 2022 \| 2023 \| 2024 \| \| ---------------- \| ---------------------------- \| ---- \| ---- \| ---- \| ---- \| ---- \| ---- \| ---- \| ---- \| ---- \| \| Olympiska spel \| Lagförföljelselopp \| 6 \| \| \| \| \| \| \| \| \| \| Världsmästerskap \| Individuellt förföljelselopp \| \| \| \| \| \| \| \| \| \| \| Världsmästerskap \| Lagförföljelselopp \| 4 \| \| \| 10 \| \| \| \| \| \| \| Europamästerskap \| Individuellt förföljelselopp \| \| \| 6 \| \| \| \| \| \| \| \| Europamästerskap \| Lagförföljelselopp \| \| \| \| \| \| \| \| \| \| | 2022 Vinnare av Fiorenzuolas sexdagars med Michele Scartezzini 2022 0VR0 Världsrekord i entimmescykling: 56,792 km |      |      |      |      |      |      |      |      |      |
| Tävling | Disciplin | 2016 | 2017 | 2018 | 2019 | 2020 | 2021 | 2022 | 2023 | 2024 |
| Olympiska spel | Lagförföljelselopp                                                                                                 | 6    |      |      |      |      |      |      |      |      |
| Världsmästerskap | Individuellt förföljelselopp                                                                                       |      |      |      |      |      |      |      |      |      |
| Världsmästerskap | Lagförföljelselopp                                                                                                 | 4    |      |      | 10   |      |      |      |      |      |
| Europamästerskap | Individuellt förföljelselopp                                                                                       |      |      | 6    |      |      |      |      |      |      |
| Europamästerskap | Lagförföljelselopp                                                                                                 |      |      |      |      |      |      |      |      |      |